# اچ‌ام‌اس استارفیش (۱۸۹۴)
اچ‌ام‌اس استارفیش (۱۸۹۴) (به انگلیسی: HMS Starfish (1894)) یک کشتی بود. این کشتی در سال ۱۸۹۴ ساخته شد.